# Gérald Olivier
Pour les articles homonymes, voir Olivier (homonymie).
Gérald Olivier, né le 29 octobre 1959 à Neuilly-sur-Seine, est un journaliste franco-américain. Ancien rédacteur en chef de Spectacle du Monde, il est éditorialiste à Atlantico et à Causeur et consultant en communications et médias.

## Formation
Gérald Olivier est titulaire d'un Master of Arts en Histoire américaine de l'université de Californie.

## Carrière
D'août 1998 à avril 2011, Gérald Olivier est rédacteur en chef du mensuel Le Spectacle du monde. Licencié par Guillaume Roquette, directeur général du groupe de presse Valmonde en avril 2011, il devient consultant en communications et médias.
En janvier 2012, il commence à tenir une chronique hebdomadaire sur l'actualité américaine, intitulée « Trans-Amérique Express », sur le site d'information Atlantico,[réf. à confirmer].
En octobre 2012, il publie son premier livre, un portrait du candidat républicain Mitt Romney en pleine campagne de l'élection présidentielle américaine.
Il intervient régulièrement dans des médias conservateur comme Radio Notre-Dame, CNews ou encore Atlantico, voire complotistes comme Epoch Times, pour y tenir une ligne pro-Trump.

## Ouvrages
- Mitt Romney : Pour le renouveau du mythe américain, Picollec, 2012.
- Kennedy, le Temps de l'Amérique: Comment John et Jackie ont changé le monde, Picollec, 2013.
- Sur la route… de la Maison Blanche : le dictionnaire des élections présidentielles américaines, Picollec, 2020.
- Cover Up : Le clan Biden, l'Amérique et l'Etat profond, Konfident, 2023.